# Santa Cruz de la Zarza
Santa Cruz de la Zarza ist eine spanische Gemeinde in der Provinz Toledo mit 4.100 Einwohnern (Stand: 2024). Sie liegt in der Region Kastilien-La Mancha an der von Toledo nach Cuenca führenden Bahnlinie sowie an der parallel verlaufenden Autovía A-40.
Die Wirtschaft basierte früher auf Landwirtschaft, und zwar hauptsächlich Weinbau, Olivenbäume und  Getreide. Mittlerweile wächst der Anteil von Handwerk und Industrie mehr und mehr.
Die bedeutendste Feier findet Ende August zu Ehren der Nuestra Señora del Rosario (Unsere liebe Frau vom Rosenkranz) statt.

## Geschichte
Das Dorf war ein wichtiger Kommunikationsknotenpunkt zu Zeiten der Römer, Westgoten und Araber. Wegen seiner Lage oberhalb des Tajo-Tals wurde der Ort von den jeweiligen Machthabern stets mit Befestigungsanlagen ausgebaut.
Santa Cruz war ein Stützpunkt des Militärischen Ordens des Heiligen Jakob bis 1175, als nach einer Bestätigung vom Papst Alexander III eine encomienda eingerichtet wurde.
Wegen seiner zunehmenden Bedeutung wurde der Ort im Jahre 1242, unter dem "maestrazgo" von Rodrigo Iñiguez, Hauptstadt der "encomienda".
1253 unterzeichnet der Ordensleiter Pelay Perez Correa die Stadtgründungsurkunde.